# 14B busz (Győr)
A győri 14B jelzésű autóbusz a Liget utca, Nyár utca és a Marcalváros, Kovács Margit utca megállóhelyek között, a 14-es busz betétjárataként közlekedik, a Nádorvárosi köztemető érintésével. A járatot a Volánbusz üzemelteti.

## Közlekedése
Munkanapokon a délelőtti időszakban közlekedik, 20 percenként, míg hétvégén késő délutánig.

## Útvonala
| Marcalváros, Kovács Margit utca felé | Liget utca, Nyár utca felé |
| --- | --- |
| Liget utca, Nyár utca – Szalay Imre utca – Radnóti Miklós utca – Erkel Ferenc utca – Kossuth Lajos utca – Rába Kettős híd – Zechmeister utca – Jókai utca – Szent István út – Budai út – Nagysándor József utca – Ipar utca – Szigethy Attila út – Kodály Zoltán utca – Földes Gábor utca – Tihanyi Árpád út – Vasvári Pál utca – Szent Imre út – – Nagy Imre út – Lajta út – Bakonyi út – Mécs László utca – Marcalváros, Kovács Margit utca | Marcalváros, Kovács Margit utca – Mécs László utca – Bakonyi út – Lajta út – Nagy Imre út – – Szent Imre út – Vasvári Pál utca – Tihanyi Árpád út – Földes Gábor utca – Kodály Zoltán utca – Szigethy Attila út – Ipar utca – Nagysándor József utca – Budai út – Szent István út – Aradi vértanúk útja – Virágpiac tér – Zechmeister utca – Rába Kettős híd – Híd utca – Töltésszer – Stromfeld utca – Radnóti Miklós utca – Szalay Imre utca – Liget utca, Nyár utca |

## Megállóhelyei
Az átszállási kapcsolatok között a Liget utca, Nyár utca és Marcalváros, Kovács Margit utca megállóhelyek között közlekedő 14-es busz nincs feltüntetve!
| 14B (Liget utca, Nyár utca – Marcalváros, Kovács Margit utca) | 14B (Liget utca, Nyár utca – Marcalváros, Kovács Margit utca) | 14B (Liget utca, Nyár utca – Marcalváros, Kovács Margit utca)        | 14B (Liget utca, Nyár utca – Marcalváros, Kovács Margit utca) | 14B (Liget utca, Nyár utca – Marcalváros, Kovács Margit utca) | 14B (Liget utca, Nyár utca – Marcalváros, Kovács Margit utca) | 14B (Liget utca, Nyár utca – Marcalváros, Kovács Margit utca) | 14B (Liget utca, Nyár utca – Marcalváros, Kovács Margit utca) |
| Perc (↓)                                                      | Perc (↓)                                                      | Megállóhely                                                          | Perc (↑)                                                      | Perc (↑)                                                      | Átszállási kapcsolatok | Fontosabb létesítmények |                                                               |
| ------------------------------------------------------------- | ------------------------------------------------------------- | -------------------------------------------------------------------- | ------------------------------------------------------------- | ------------------------------------------------------------- | --- | --- | ------------------------------------------------------------- |
| 0                                                             | 0                                                             | Liget utca, Nyár utca                                                | 41                                                            | 35                                                            | 1, 1A | Újvárosi Művelődési Ház |                                                               |
| 1                                                             | 1                                                             | Olimpiai Sportpark (Korábban: Radnóti Miklós utca, Bercsényi liget)  | 39                                                            | 34                                                            | | Olimpiai Sportpark, Bercsényi Miklós Közlekedési És Sportiskolai Szakközépiskola És Szakiskola, Bercsényi liget                                                                             |                                                               |
| 2                                                             | 2                                                             | Radnóti Miklós utca, Köztelek utca                                   | 37                                                            | 33                                                            | 8, 8B | Győri Rendőrkapitányság Közrendvédelmi Osztály, Márvány Óvoda Szigeti Tagóvodája |                                                               |
| 4                                                             | 3                                                             | Erkel Ferenc utca                                                    | ∫                                                             | ∫                                                             | 8, 8B, 9, 11, 29 | Bartók Béla Ének-Zenei Általános Iskola |                                                               |
| ∫                                                             | ∫                                                             | Radnóti Miklós utca, Szarvas utca (Korábban: Stromfeld utca)         | 36                                                            | 32                                                            | 8, 8B, 11, 29 | Rába Quelle fürdő |                                                               |
| 6                                                             | 5                                                             | Petőfi tér, zsinagóga                                                | ∫                                                             | ∫                                                             | 1, 1A, 8, 8B, 9, 11, 29 | Petőfi tér, Zsinagóga, Városi Művészeti Múzeum |                                                               |
| ∫                                                             | ∫                                                             | Híd utca, Rába Quelle fürdő                                          | 35                                                            | 31                                                            | 2B, 8, 8B, 11, 19, 29 | Rába Quelle fürdő, Petz Aladár Oktató Kórház Rehabilitációs Centrum |                                                               |
| 7                                                             | 6                                                             | Zechmeister utca, Rába-part (↓) Zechmeister utca, Bécsi kapu tér (↑) | 33                                                            | 30                                                            | 1, 1A, 2B, 8, 8B, 9, 9A, 11, 17, 17B, 19, 19A, 29, CITY | Klastrom szálló, Virágpiac tér, Bécsi kapu tér |                                                               |
| 9                                                             | 8                                                             | Honvéd liget (↓) Aradi vértanúk útja, szökőkút (↑)                   | 31                                                            | 28                                                            | 1, 1A, 2, 2B, 5, 5B, 5R, 6, 7, 8, 8B, 9, 9A, 11, 12, 12A, 15, 15A, 17, 17B, 19, 19A, 21, 21B, 22, 22A, 22B, 22Y, 29, 30, 30A, 30B, 30Y, 31, 31A, 37, 38, 38A, CITY Távolsági járatok S10 G10 , IC, InterRégió, EC, EN, ER, gyorsvonat, expresszvonat, | Győr Honvéd ligeti Okmányiroda, Szent István úti Okmányiroda, Honvéd liget, Munkaügyi Bíróság, Városháza, Győr-Moson-Sopron Megyei Kormányhivatal                                           |                                                               |
| 11                                                            | 10                                                            | Szent István út, Iparkamara                                          | 29                                                            | 26                                                            | 6, 7, 8, 8B, 10, 11, 11Y, 12, 12A, 15, 15A, 30, 30A, 30B, 30Y, 31, 31A, 42, CITY | Győr-Moson-Sopron Megyei Kereskedelmi és Ipar Kamara, Bisinger József park, Osztrák Köztársaság Konzuli Képviselete, Közjegyzői Kamara                                                      |                                                               |
| 13                                                            | 12                                                            | Budai út, Árkád üzletház                                             | 27                                                            | 24                                                            | 2B, 6, 7, 8, 8B, 10, 12, 12A, 17, 17B, 30, 30A, 30B, 31, 31A, CITY | Árkád |                                                               |
| 15                                                            | 13                                                            | Budai út, szeszgyár                                                  | 24                                                            | 22                                                            | | Győri Szeszgyár és Finomító Zrt., Győri Likőrgyár Zrt. |                                                               |
| 17                                                            | 15                                                            | Mátyás király tér                                                    | 22                                                            | 20                                                            | 15, 15A | Jézus Szíve templom, Waldorf Általános Iskola és Gimnázium, Mátyás király tér |                                                               |
| 19                                                            | 17                                                            | Ipar utca, Nagysándor József utca                                    | 21                                                            | 19                                                            | 41 | ETO Park, Okmányiroda, Waldorf Általános Iskola és Gimnázium |                                                               |
| 20                                                            | 18                                                            | Ipar utca, Kiskúti út                                                | 20                                                            | 18                                                            | 8, 8B, 41 | |                                                               |
| 21                                                            | 19                                                            | Ipar utca, Puskás Tivadar utca (Korábban: Ipar utca, posta)          | 19                                                            | 17                                                            | 20, 20Y, 23, 24, 41 | |                                                               |
| 22                                                            | 20                                                            | Ipar utca, ÉNYKK Zrt. (Korábban: Ipar utca, Volán-telep)             | 17                                                            | 15                                                            | 20, 20Y, 23, 23A, 24, 41 | ÉNYKK Zrt. |                                                               |
| 23                                                            | 21                                                            | Szigethy Attila út, Fehérvári út                                     | 15                                                            | 13                                                            | 9, 9A, 15, 19, 19A, 20, 20Y, 23, 23A, 24, 25, 27, 28, 41 | Barátság park, Adyvárosi sportcentrum |                                                               |
| 25                                                            | 23                                                            | Kodály Zoltán utca, Földes Gábor utca                                | 13                                                            | 11                                                            | 7, 9, 9A, 17, 17B, 20, 24, 25, 28, 41 | Kuopio park, 4-es posta |                                                               |
| 26                                                            | 24                                                            | Földes Gábor utca                                                    | ∫                                                             | ∫                                                             | 25 | Pálffy Miklós Kereskedelmi Szakképző Iskola, Fekete István Általános Iskola |                                                               |
| 27                                                            | 25                                                            | Tihanyi Árpád út, kórház                                             | 11                                                            | 10                                                            | 2, 2B, 11, 11Y, 25, 32, 34, 36, 37, 38, 38A | Petz Aladár Megyei Oktató Kórház, Erzsébet Ligeti Óvoda Vuk Tagóvodája |                                                               |
| 29                                                            | 26                                                            | Vasvári Pál utca, kórház, főbejárat                                  | 9                                                             | 8                                                             | 6, 11, 11Y, 23, 23A, 24, 25, 26, 28, 32, 34, 36, 37 | Petz Aladár Megyei Oktató Kórház, Győr Plaza, Gyermekvédelmi Központ |                                                               |
| 31                                                            | 28                                                            | Szent Imre út, Nádas Ernő utca                                       | 8                                                             | 7                                                             | 5, 5B, 5R, 37 | |                                                               |
| 32                                                            | 29                                                            | Nádorvárosi köztemető                                                | 6                                                             | 6                                                             | 20Y, 32, 34, 36, 37 | Nádorvárosi köztemető |                                                               |
| 34                                                            | 30                                                            | Lajta út, posta                                                      | 4                                                             | 4                                                             | 11, 11Y, 22, 22A, 22B, 22Y, 23, 23A, 24, 25, 26, 28, 42 | 13-as posta, Kovács Margit Óvoda Brunszvik Teréz Német Nemzetiségi Tagóvodája, Szent-Györgyi Albert Egészségügyi és Szociális Szakképző Iskola, Kovács Margit Általános és Szakképző Iskola |                                                               |
| 36                                                            | 31                                                            | Lajta út, gyógyszertár                                               | 2                                                             | 2                                                             | 11, 11Y, 22, 22A, 22B, 22Y, 23, 23A, 24, 25, 26, 28, 42 | |                                                               |
| 38                                                            | 33                                                            | Bakonyi út, marcalvárosi aluljáró (Korábban: Gerence út, aluljáró)   | ∫                                                             | ∫                                                             | 11, 11Y, 21, 21B, 22, 22A, 22B, 22Y, 23, 23A, 24, 25, 26, 28, 42 | |                                                               |
| ∫                                                             | ∫                                                             | Bakonyi út, Gerence út (Korábban: Gerence út, PÁGISZ ÁMK)            | 1                                                             | 1                                                             | 11, 11Y, 21, 21B, 22, 22A, 22B, 22Y, 23, 23A, 24, 25, 26, 28, 42 | Pattantyús-Ábrahám Géza Ipari Szakközépiskola és Általános Művelődési Központ |                                                               |
| 40                                                            | 35                                                            | Marcalváros, Kovács Margit utca                                      | 0                                                             | 0                                                             | 1, 1A, 11, 11Y, 21, 21B, 22, 22A, 22B, 22Y, 23, 23A, 24, 25, 26, 28, 42 | |                                                               |

1. 1 2  Csúcsidőszakon kívül a menetidő rövidebb.